# Charlotta Wihlborg
Charlotta Wihlborg (* um 1965) ist eine schwedische Badmintonspielerin. 

## Karriere
Charlotta Wihlborg gewann in Schweden 13 Nachwuchstitel, bevor sie 1986 erstmals bei den Erwachsenen erfolgreich war. Sie gewann dabei die Dameneinzelkonkurrenz, was letztlich auch ihr einziger Titel bleiben sollte. 1990 siegte sie bei den Irish Open, 1992 wurde sie Studentenweltmeisterin.

## Sportliche Erfolge
| Saison    | Veranstaltung                     | Disziplin    | Platz | Name                                                                    |
| --------- | --------------------------------- | ------------ | ----- | ----------------------------------------------------------------------- |
| 1980/1981 | Schweden: Einzelmeisterschaft U15 | Damendoppel  | 1     | Eva-Lotta Gröndahl / Charlotta Wihlborg (Höllviken / Bjärred)           |
| 1980/1981 | Schweden: Einzelmeisterschaft U15 | Dameneinzel  | 1     | Charlotta Wihlberg (Bjärred)                                            |
| 1980/1981 | Schweden: Einzelmeisterschaft U15 | Mixed        | 1     | Robert Larsson / Charlotta Wihlborg (Malmö BK / Bjärred)                |
| 1981/1982 | Schweden: Einzelmeisterschaft U17 | Dameneinzel  | 1     | Charlotta Wihlborg (Bjärred)                                            |
| 1982/1983 | Schweden: Einzelmeisterschaft U17 | Mixed        | 1     | Mikael Lundqvist / Charlotta Wihlborg (BK Aura / Bjärreds BMK)          |
| 1982/1983 | Schweden: Einzelmeisterschaft U17 | Damendoppel  | 1     | Eva-Lotta Gröndahl / Charlotta Wihlborg (Höllvikens GIF / Bjärreds BMK) |
| 1982/1983 | Schweden: Einzelmeisterschaft U17 | Dameneinzel  | 1     | Charlotta Wihlborg (Bjärred)                                            |
| 1983/1984 | Schweden: Einzelmeisterschaft U19 | Dameneinzel  | 1     | Charlotta Wihlborg (Bjärred)                                            |
| 1983/1984 | Schweden: Einzelmeisterschaft U19 | Damendoppel  | 1     | Karin Eriksson / Charlotta Wihlborg (BK Aura / Bjärred)                 |
| 1984/1985 | Schweden: Einzelmeisterschaft U19 | Damendoppel  | 1     | Camilla Silwer / Charlotta Wihlborg (BK Aura / Bjärred)                 |
| 1984/1985 | Schweden: Einzelmeisterschaft U19 | Dameneinzel  | 1     | Charlotta Wihlborg (Bjärred)                                            |
| 1984/1985 | Schweden: Einzelmeisterschaft U19 | Mixed        | 1     | Mikael Lundquist / Charlotta Wihlborg (BK Aura / Bjärred)               |
| 1984/1985 | Schweden: Einzelmeisterschaft U22 | Dameneinzel  | 1     | Charlotta Wihlborg (Bjärred)                                            |
| 1985      | Junioren-Europameisterschaft      | Dameneinzel  | 3     | Charlotta Wihlborg                                                      |
| 1985      | Nordische Juniorenmeisterschaften | Dameneinzel  | 1     | Charlotta Wihlborg                                                      |
| 1985/1986 | Schweden: Einzelmeisterschaft     | Dameneinzel  | 1     | Charlotta Wihlborg (BK Aura)                                            |
| 1988/1989 | Schweden: Einzelmeisterschaft U22 | Herrendoppel | 1     | Karin Ericsson / Lotta Wihlborg (BK Aura)                               |
| 1989/1990 | Schweden: Einzelmeisterschaft U22 | Dameneinzel  | 1     | Charlotta Wihlborg (BKC)                                                |
| 1989/1990 | Schweden: Einzelmeisterschaft U22 | Herrendoppel | 1     | Margit Borg / Charlotta Wihlborg (MBK / BKC)                            |
| 1990      | Irish Open                        | Dameneinzel  | 1     | Charlotta Wihlborg                                                      |
| 1992      | Weltmeisterschaften der Studenten | Mixed        | 1     | Charlotta Wihlborg / Patrik Andreasson                                  |